# Église Saint-Bernard de Nantes
L'église Saint-Bernard de Nantes est située à Nantes dans le département de Loire-Atlantique en France.
Elle est située au nord-est de la ville, dans le quartier Nantes-Erdre, avenue Abel Gance. Elle appartient à la paroisse de la Trinité-de-l'Éraudière.
Elle est construite dans un style moderne. Elle n'est pas classée aux monuments historiques.